# Dinosaurier!
Dinosaurier! (Dinosaurs alive!i originaltitel) är en dokumentärfilm i 3D från 2007, producerad av Giant Screen Films, och regisserad av Bayley Sileck och David Clark. Filmen är berättad av Michael Douglas i den engelska originalversionen. Filmen har också dubbats till Svenska, med Krister Henriksson som berättarröst. Filmen har visats i Sverige på Cosmonova.

## Om filmen
I filmen får man följa med forskare när det besöker fyndplatser i New Mexico, USA och Gobiöknen, Mongoliet, i jakten på ytterligare bevis för att dinosaurierna lever än idag, som fåglar. Filmen visar också när forskare vis American Museum of Natural History studerar fossil, och med avancerad datoranimation återskapas dinosauriernas värld såsom forskare tror att den såg ut, från Triasperiodens senare del, till slutet på Kritaperioden. 

## Dinosaurier i filmen
- Coelophysis
- Protoceratops
- Seismosaurus
- Tarbosaurus
- Tarchia
- Velociraptor

## Andra urtidsdjur
- Effigia
- Postosuchus